# (9729) 1981 RQ
(9729) 1981 RQ (1981 RQ, 1985 QU) — астероїд головного поясу, відкритий 7 вересня 1981 року.
Тіссеранів параметр щодо Юпітера — 3,366.